# AirTrain JFK
| |                          |                                                                     |                                                                     |
| Schematische Darstellung der drei Linien |                          |                                                                     |                                                                     |
| Streckenlänge: | 13 km                    |                                                                     |                                                                     |
| Spurweite: | 1435 mm (Normalspur)     |                                                                     |                                                                     |
| Stromsystem: | Stromschiene mit 750 V = |                                                                     |                                                                     |
| Streckengeschwindigkeit: | 60 mph bzw. 97 km/h      |                                                                     |                                                                     |
| Zugbeeinflussung: | SelTrac                  |                                                                     |                                                                     |
| Zweigleisigkeit: | durchgängig              |                                                                     |                                                                     |
| |                          |                                                                     |                                                                     |
| \| \| \| \| \| \| \| \| New York City Subway , und von Jamaica Center-Parsons/Archer \| \| \| \| \| \| \| \| \| \| Long Island Railroad u. a. von Greenport und Montauk \| \| \| \| \| Jamaica \| \| \| \| \| \| \| \| \| \| New York City Subway nach World Trade Center, und nach Broad Street \| \| \| \| \| \| \| \| \| \| Long Island Railroad u. a. nach Penn Station \| \| \| \| \| von Inwood-207 Street \| \| \| \| \| Howard Beach JFK Airport \| \| \| \| \| \| \| \| \| \| nach Mott Avenue Far Rockaway und Beach 116 Street Rockaway Park \| \| \| \| \| \| \| \| \| \| \| \| \| \| \| Lefferts Boulevard \| \| \| \| \| \| \| \| \| \| Betriebswerk \| \| \| \| \| \| \| \| \| \| \| \| \| \| \| Federal Circle \| \| \| \| \| JFK Airport Rollweg BA \| \| \| \| \| \| \| \| \| \| \| \| \| \| \| Terminal 1 \| \| \| \| \| Terminal 2–3 \| \| \| \| \| Terminal 4 \| \| \| \| \| Terminal 8 \| \| \| \| \| Terminal 7 \| \| \| \| \| Terminal 5 \| \| \| \| \| \| \| |                          |                                                                     |                                                                     |
| |                          |                                                                     |                                                                     |
| U-Bahn-Strecke (im Tunnel) |                          | New York City Subway , und von Jamaica Center-Parsons/Archer        | New York City Subway , und von Jamaica Center-Parsons/Archer        |
| |                          |                                                                     |                                                                     |
| U-Bahn-Strecke (im Tunnel) · Strecke |                          | Long Island Railroad u. a. von Greenport und Montauk                | Long Island Railroad u. a. von Greenport und Montauk                |
| |                          | Jamaica                                                             |                                                                     |
| |                          |                                                                     |                                                                     |
| U-Bahn-Strecke nach rechts (im Tunnel) · Strecke · Strecke |                          | New York City Subway nach World Trade Center, und nach Broad Street | New York City Subway nach World Trade Center, und nach Broad Street |
| |                          |                                                                     |                                                                     |
| Strecke quer · Strecke nach rechts · Strecke |                          | Long Island Railroad u. a. nach Penn Station                        | Long Island Railroad u. a. nach Penn Station                        |
| U-Bahn-Strecke von rechts · Strecke |                          | von Inwood-207 Street                                               | von Inwood-207 Street                                               |
| Strecke |                          | Howard Beach JFK Airport                                            | Howard Beach JFK Airport                                            |
| |                          |                                                                     |                                                                     |
| U-Bahn-Strecke nach rechts · Strecke · Strecke |                          | nach Mott Avenue Far Rockaway und Beach 116 Street Rockaway Park    | nach Mott Avenue Far Rockaway und Beach 116 Street Rockaway Park    |
| |                          |                                                                     |                                                                     |
| Strecke |                          |                                                                     |                                                                     |
| Haltepunkt / Haltestelle · Strecke |                          | Lefferts Boulevard                                                  | Lefferts Boulevard                                                  |
| Strecke Ende Hochstrecke · Strecke |                          |                                                                     |                                                                     |
| Abzweig geradeaus und nach links · Betriebs-/Güterbahnhof Streckenende und quer · Strecke |                          | Betriebswerk                                                        | Betriebswerk                                                        |
| Strecke Anfang Hochstrecke · Strecke |                          |                                                                     |                                                                     |
| Abzweig geradeaus und von links · Strecke quer · Strecke nach rechts |                          |                                                                     |                                                                     |
| Haltepunkt / Haltestelle |                          | Federal Circle                                                      | Federal Circle                                                      |
| Tunnelanfang |                          | JFK Airport Rollweg BA                                              | JFK Airport Rollweg BA                                              |
| Tunnelende |                          |                                                                     |                                                                     |
| Abzweig geradeaus, nach links und von links · Strecke von rechts |                          |                                                                     |                                                                     |
| Haltepunkt / Haltestelle · Strecke |                          | Terminal 1                                                          | Terminal 1                                                          |
| ehemaliger Haltepunkt / Haltestelle · Strecke |                          | Terminal 2–3                                                        | Terminal 2–3                                                        |
| Haltepunkt / Haltestelle · Strecke |                          | Terminal 4                                                          | Terminal 4                                                          |
| Strecke · Haltepunkt / Haltestelle |                          | Terminal 8                                                          | Terminal 8                                                          |
| Strecke · Haltepunkt / Haltestelle |                          | Terminal 7                                                          | Terminal 7                                                          |
| Strecke · Haltepunkt / Haltestelle |                          | Terminal 5                                                          | Terminal 5                                                          |
| Strecke nach links · Strecke nach rechts |                          |                                                                     |                                                                     |

Der AirTrain JFK (dt. LuftZug) ist ein schienengebundenes Nahverkehrssystem, das den New Yorker Flughafen John-F.-Kennedy an die New York City Subway und die Vorortzüge der Long Island Rail Road (LIRR) anschließt. Daneben dient der AirTrain JFK der Verbindung der einzelnen Terminals/Flughallen.

## Streckenverlauf
Der AirTrain JFK verbindet alle Terminals und Parkhäuser des Flughafens miteinander und mit anderen Bahnen. Das Streckennetz besteht aus drei einzelnen Routen:
- Der All Terminals Loop wird kreisförmig im Uhrzeigersinn um das Flughafengelände geführt und bedient fünf Terminals.
- Die Jamaica Station Route führt von dort über die Station Federal Circle entgegen dem Uhrzeigersinn entlang aller Terminals erneut nach Federal Circle und von dort zurück nach Jamaica, dem Verwaltungssitz des New Yorker Bezirkes Queens. Hier bestehen Umsteigemöglichkeiten zur städtischen U-Bahn sowie zur Long Island Railroad.
- Die Howard Beach Route beginnt an der gleichnamigen U-Bahn-Station der Linie A und führt über einen Haltepunkt inmitten der Langzeitparkplätze über Federal Circle ebenfalls entgegen dem Uhrzeigersinn entlang aller Terminals und über Federal Circle zurück nach Howard Beach.

Insgesamt hat das Streckennetz eine Länge von 13 Kilometern und umfasst zehn Haltestellen.
Nachfolgend eine Auflistung aller Stationen des AirTrain JFK:
| Station            | Alternative Bezeichnung | Bedient durch                             |
| ------------------ | ----------------------- | ----------------------------------------- |
| 1                  |                         | alle Linien                               |
| (2/3)              |                         | derzeit geschlossen                       |
| 4                  |                         | alle Linien                               |
| 5                  |                         | alle Linien                               |
| 7                  |                         | alle Linien                               |
| 8                  |                         | alle Linien                               |
| Howard Beach       | A                       | Howard Beach Route                        |
| Lefferts Boulevard | B                       | Howard Beach Route                        |
| Federal Circle     | C                       | Howard Beach Route, Jamaica Station Route |
| Jamaica Station    | D                       | Jamaica Station Route                     |

## Technik und Funktionsweise
Der AirTrain JFK  ist eine automatisch betriebene, fahrerlose Schnellbahn (Peoplemover), die teilweise in Hochlage verläuft. Sie nutzt ebenso wie der SkyTrain in Vancouver und die Kelana Jaya Line in Kuala Lumpur die Advanced-Rapid-Transit-Technologie von Alstom (ehemals Bombardier Transportation).
Die Triebwagen werden von Linearmotoren angetrieben, die Fahrstromversorgung erfolgt über seitliche, von oben bestrichene Stromschienen.

## Auslastung
Etwa 11 Prozent aller Passagiere, die am John-F.-Kennedy-Airport ankommen oder dort abfliegen, nutzen den AirTrain JFK. 2019 betrug das Fahrgastaufkommen 20,9 Millionen Fahrgäste, darunter 8,7 zahlende Fahrgäste von und nach Jamaica Station und Howard Beach sowie 12,2 Millionen Passagiere, die den AirTrain kostenlos zwischen den Terminals und Parkhäuser nutzen.

## Geschichte

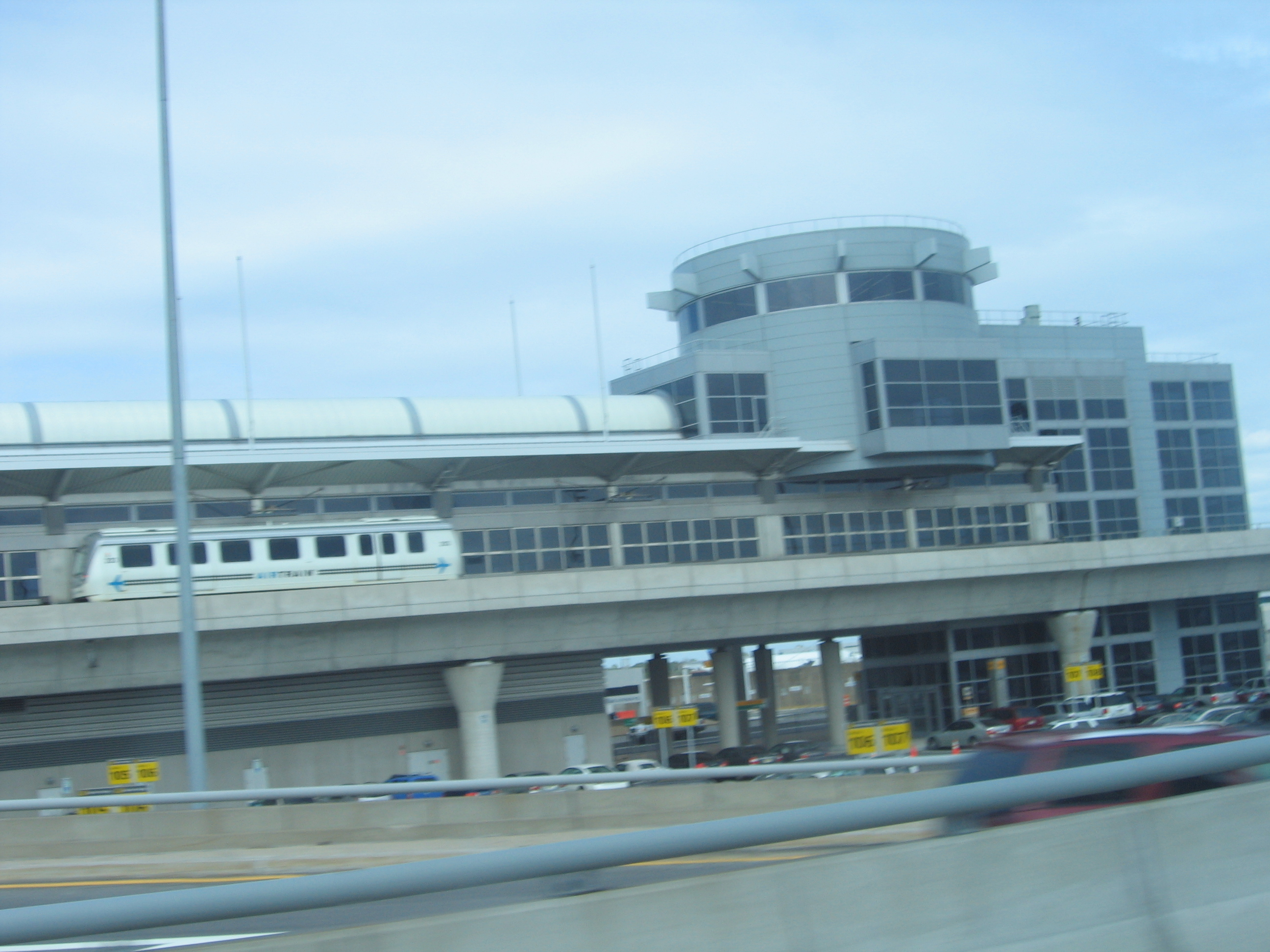
Ein Ein-Wagen-Zug

Überlegungen, den Flughafen an das Schienennetz anzubinden, gab es schon lange. Anfangs wurde auch erwogen, die Trasse bis zum LaGuardia-Airport zu bauen, um eine Verbindung zur IRT Flushing Line herzustellen. Diese Pläne ließ man allerdings wieder fallen.
Mit dem Bau des AirTrain JFK wurde 1998 begonnen und man ging davon aus, die Bahn vier Jahre später einweihen zu können. Am 27. September 2002 kam es allerdings zur Entgleisung eines Zuges während einer Testfahrt. Bei diesem Unfall kam der 23-jährige Arbeiter Kelvin DeBorgh Jr. ums Leben. Durch dieses Unglück verzögerte sich der weitere Ablauf, so dass die Anlage erst am 17. Dezember 2003 eröffnet werden konnte.
Entgegen der Meinung vieler Kritiker entwickelte sich der AirTrain JFK zum Erfolg. Sie hatten befürchtet, dass sich eine Kette von Problemen negativ auswirken könnte. Zum einen führten sie den Unfall auf. Des Weiteren gingen schon während der Bauphase Beschwerden von Anwohnern über die Lärmbelästigung ein und es traten Komplikationen mit den Türen auf. Die Betreibergesellschaft ordnete an, auf die Verwendung von Rammen zu verzichten und auch die technischen Schwierigkeiten wurden behoben.
Der AirTrain JFK kostete insgesamt rund 1,9 Mrd. US-Dollar.

## Sonstiges
Die Eigentümerfirma des AirTrain JFK, die Port Authority of New York and New Jersey, betreibt weiterhin am Flughafen Newark eine Einschienenbahn namens AirTrain Newark. Der AirTrain JFK wird im Auftrag der Port Authority von Alstom betrieben.
Zwischen den Parkhäusern und den Terminals ist die Nutzung des AirTrain kostenlos. Fahrten von oder zu den Bahnhöfen der U-Bahn und LIRR kosten $8,25 (Stand März 2023). MetroCards der MTA können zum Bezahlen genutzt werden.